# Вибори до Європейського парламенту в Румунії 2014
Вибори до Європейського парламенту в Румунії відбулись 25 травня 2014. Було обрано румунську делегацію в Європарламенті із 32 депутатів.
У порівнянні з європейськими виборами 2009 делегація Румунії була зменшена з 33 до 32 депутатів в результаті підписання Лісабонського договору в грудні 2009 року (загальна кількість місць Європарламенту обмежено 751 депутатом).

## Результати
- Соціал-демократична партія (ПЄС) — 37,40
- Національна ліберальна партія (АЛДЄ) — 14,86
- Демократична ліберальна партія (ЄНП) — 12,23
- Демократичний союз угорців Румунії (ЄНП) — 6,47
- Народний рух — 6,21